# Yrjö Ollila

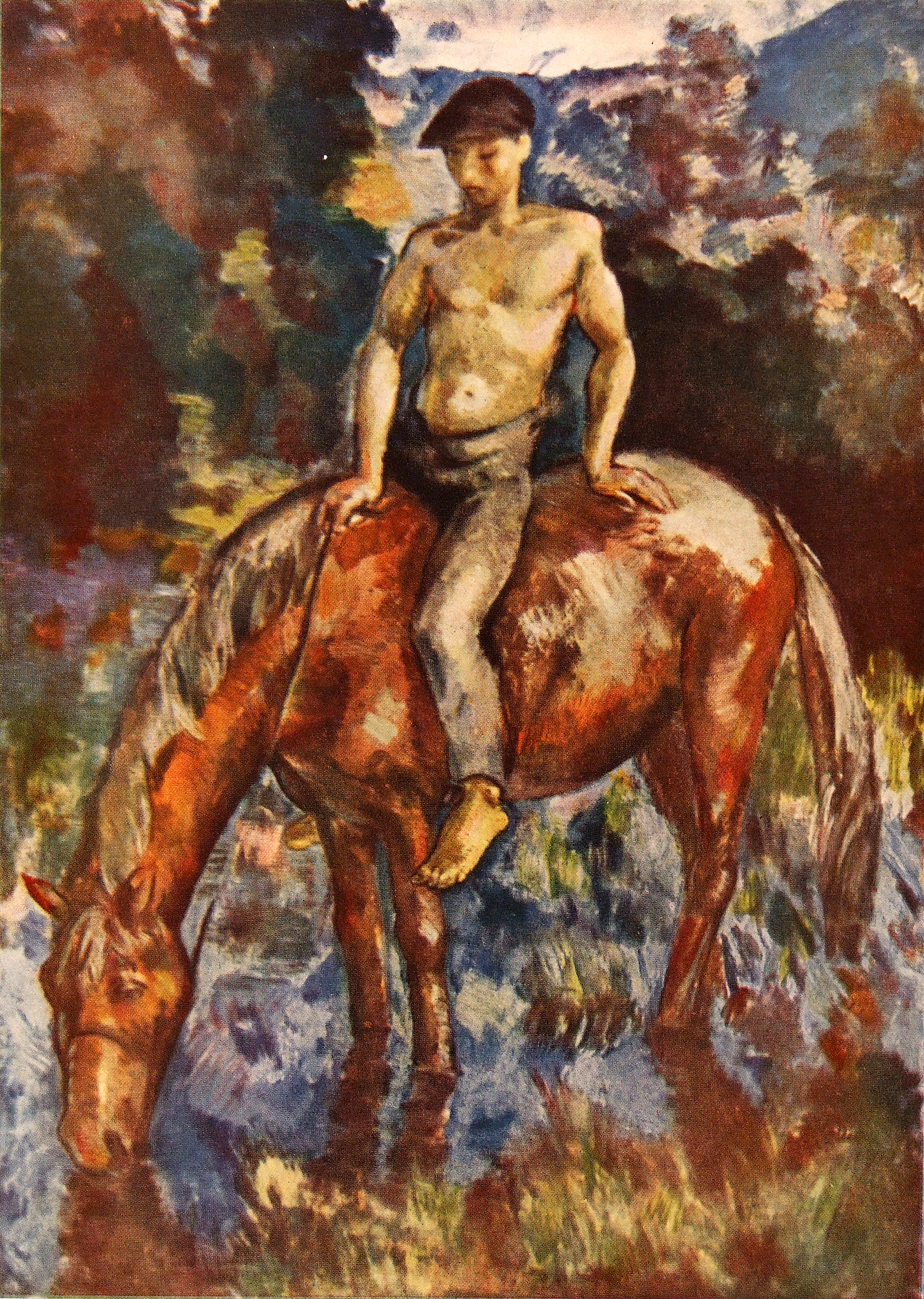
Yrjö Ollila: Vattning av hästen, 1919.

Yrjö Aleksanteri Ollila, född 20 juli 1887 i Helsingfors, död 14 november 1932 i Helsingfors, var en finländsk konstnär.  

## Biografi
Yrjö Ollilas föräldrar emigrerade till USA när Yrjö Ollila var ung, och dekorationsmålaren Alex Rapp (1869–1927) blev hans förmyndare. Han studerade vid Finska Konstföreningens ritskola 1903–06 och efter detta i Paris på statligt stipendium. Han anslöt sig 1912 till konstnärsgruppen Septem, som målade i den franska impressionismens anda.
År 1919 grundade han tillsammans med skådespelaren Elli Tompuri (1880–1962) en teater i Helsingfors för att uppföra moderna teaterpjäser, men den gick i konkurs året därefter. Han flyttade då till Frankrike och bodde där under sju år. Efter återkomsten till hemlandet 1927 grundade han tillsammans med affärsmannen Uuno Sinervä  företaget Helsingin taidevärjäämö, som tillverkade mönstrade tyger. Han ritade mönster och utvecklade tillverkningstekniken, men lämnade företaget redan 1929 för att kunna klara av att genomföra stora beställningar av scenografi och monumentalmålningar.
Han var gift med målaren Lyyli Ollila (1888–1958). Han är begravd på Sandudds begravningsplats i Helsingfors.

## Offentliga verk i urval
- Muralmålning, Elementarskolan på Fabriksgatan, 1914
- Muralmålning i Kansallis-Osake-Pankkis kontor i Eira,1927
- Altarmålning för en kyrkan i Kontiolax, 1929
- Muralmålning för Finlands nationalteater, 1932

## Bildgalleri

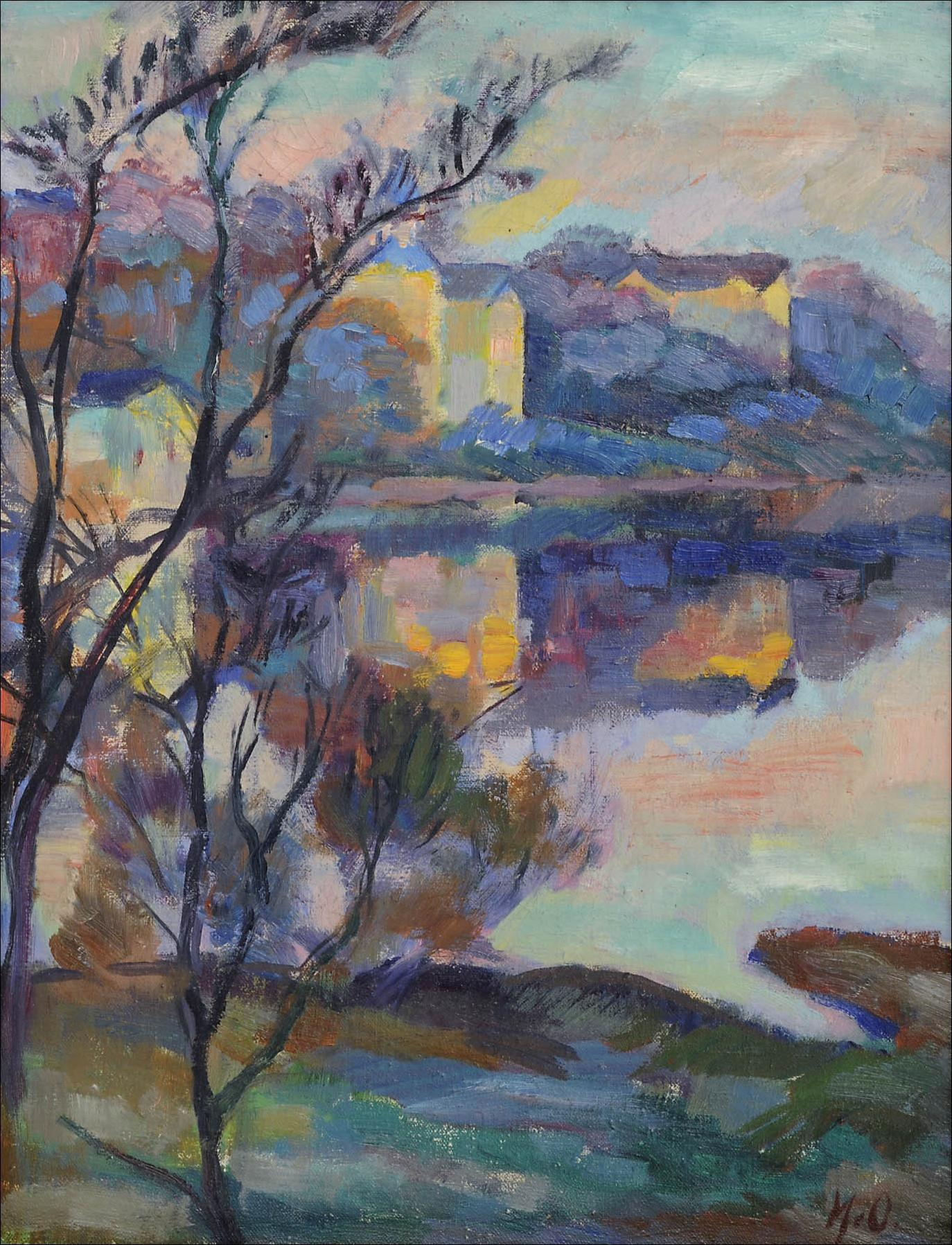
Gryning, 1916
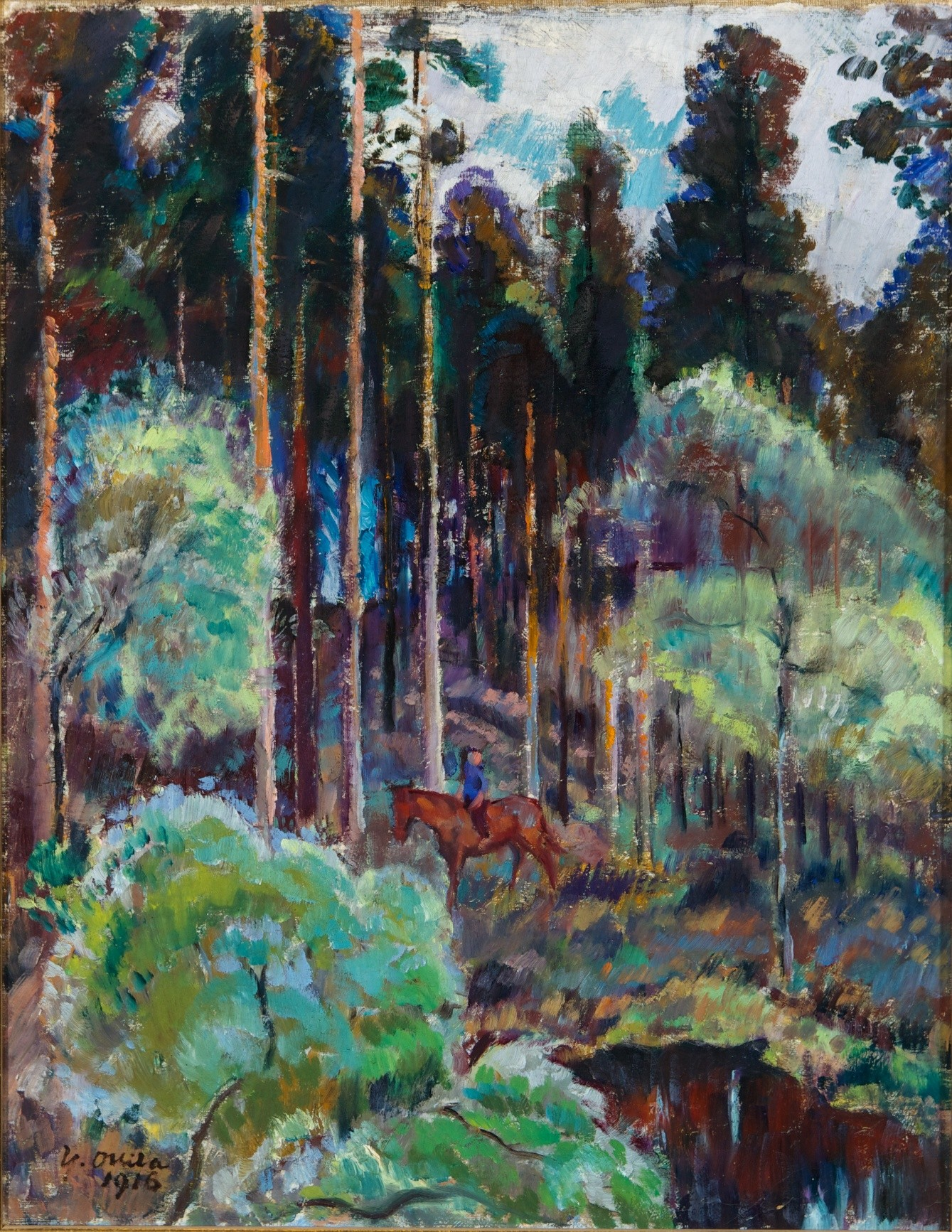
Skogsmotiv
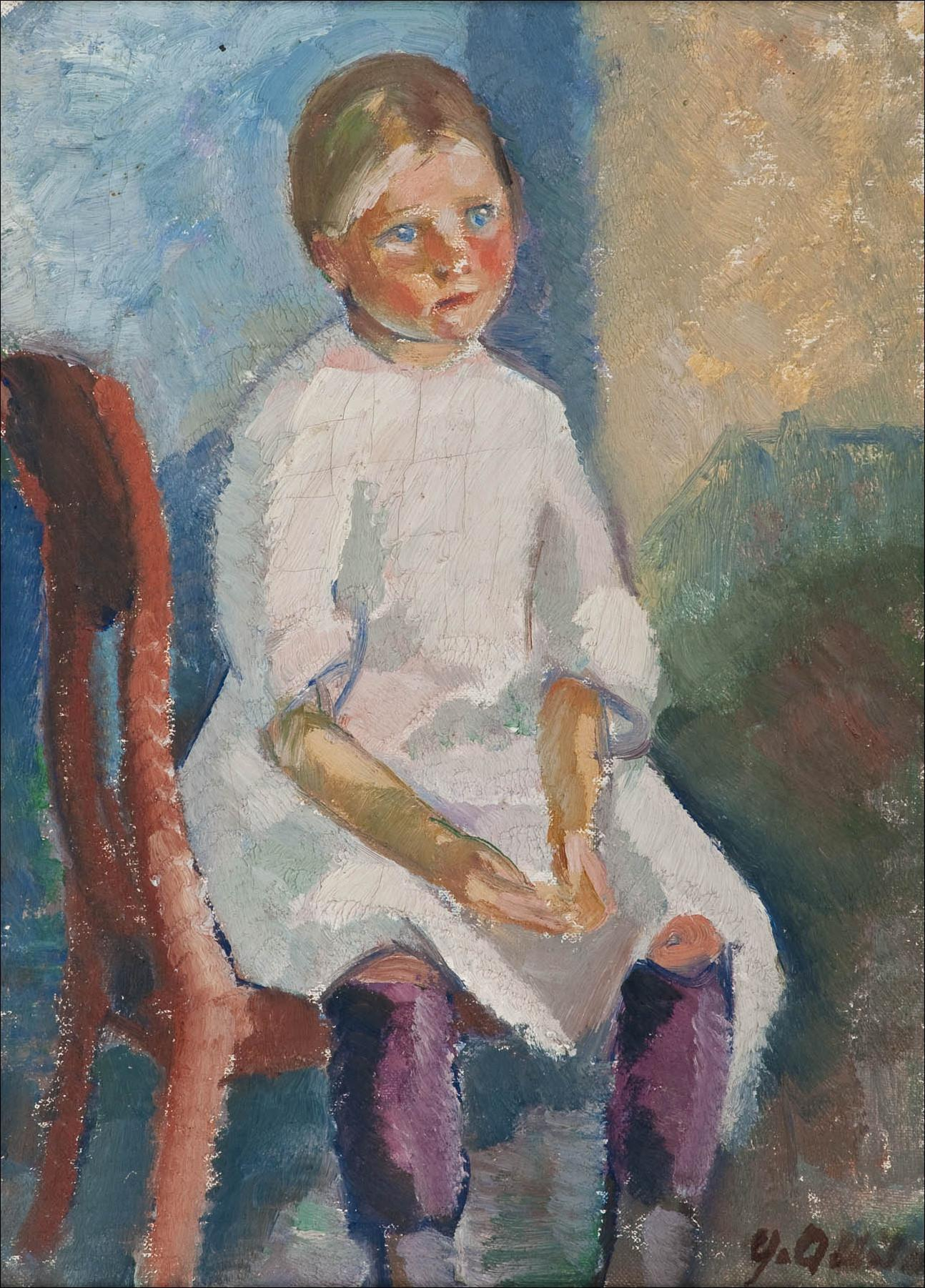
Blåögd flicka
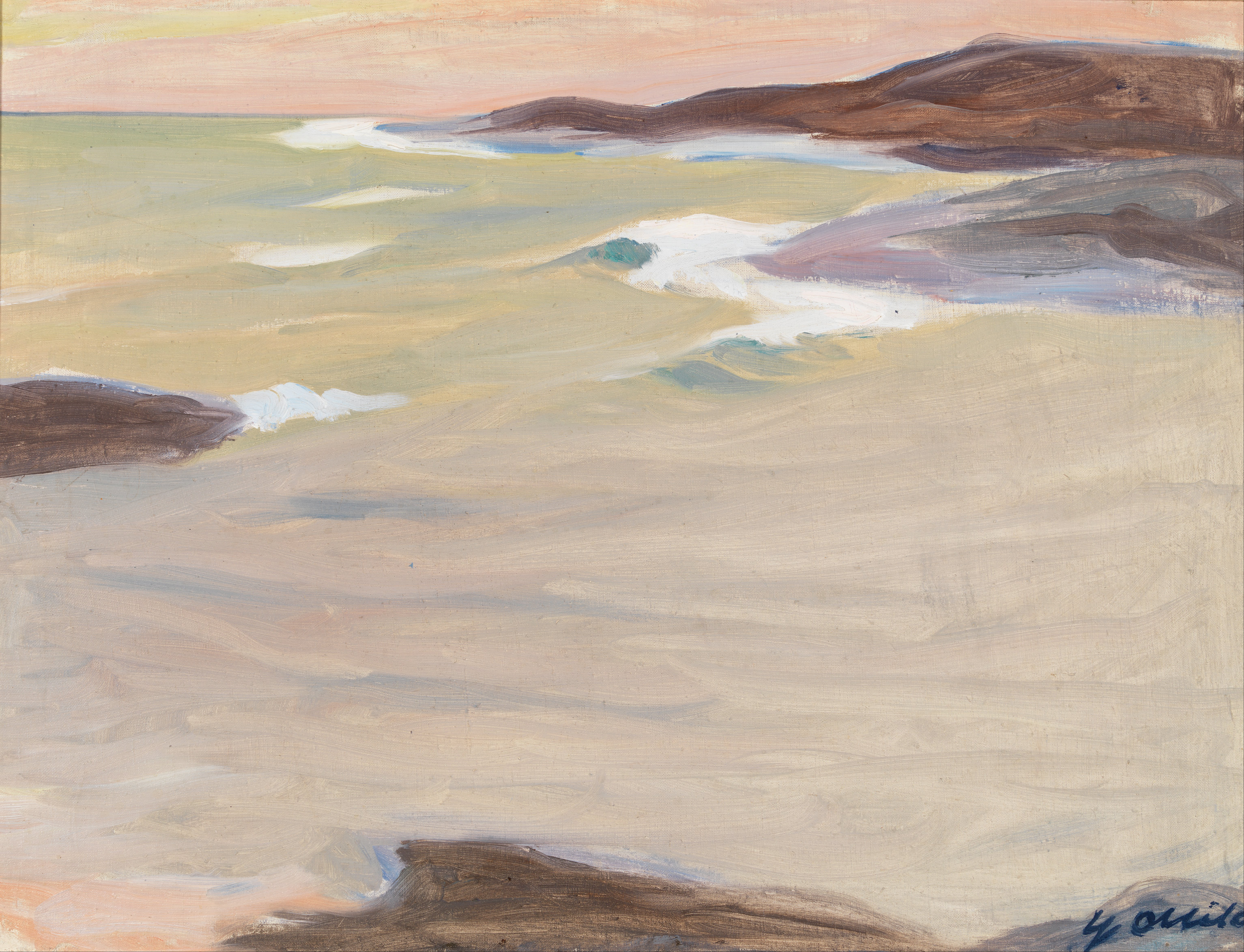
Finska viken, 1910
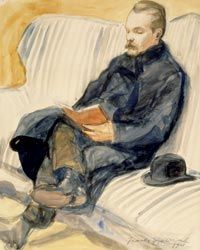
Porträtt av Jalo Sihtola, omkring 1910
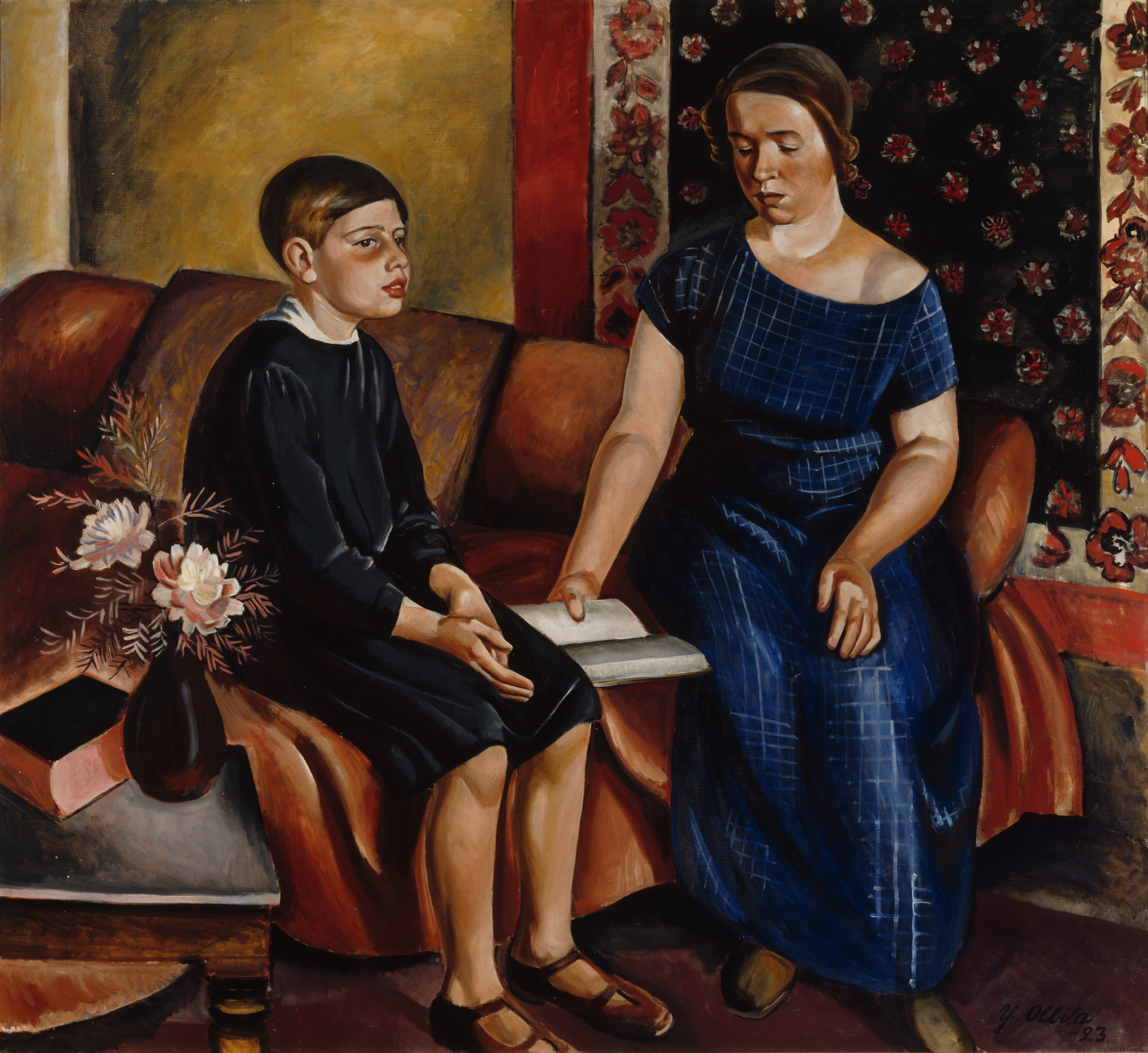
Läxförhör, 1923
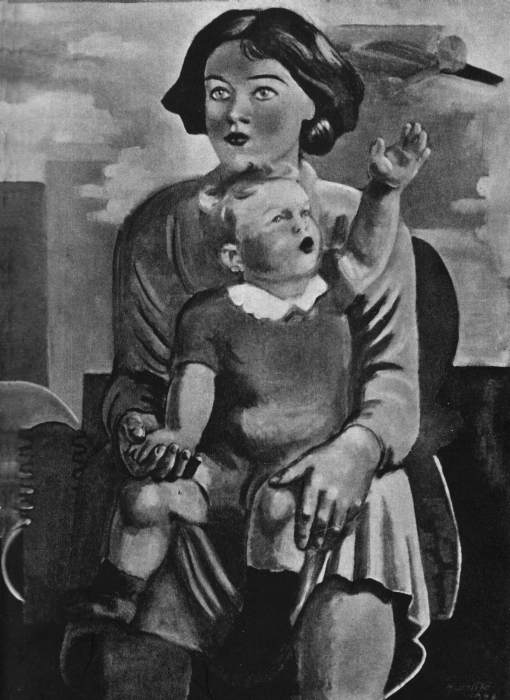
Mor och barn, 1928
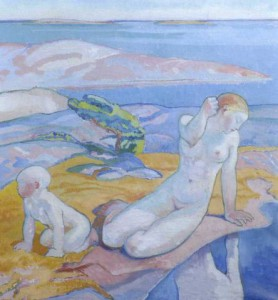
En dekoration